# 상동광산

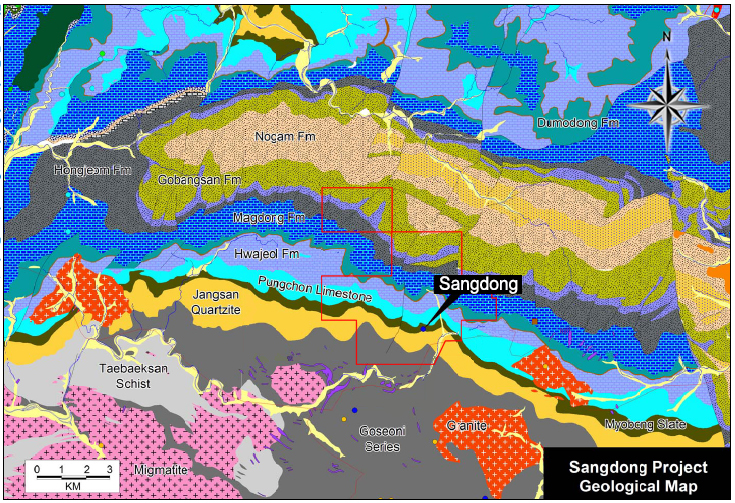
상동광산 지질도. 상동광산은 백운산 향사대 남익부에 위치해 있으며 주변에 조선 누층군이 분포한다.

상동광산(上東鑛山)은 대한민국 강원도 영월군 상동읍에 위치한 세계 최대 규모의 텅스텐 광산 중 하나이다. 1916년 4월 황순원(黃順元)이라는 사람이 노두(露頭)를 발견하였다고 알려져 오고 있다. 우리나라에서 산출(産出)되는 중석광의 일반적인 종류에는 속칭 흑중석(黑重石)이라 고도 하는 철망간중석(Wolframite: (Fe, Mn)WO4))과, 속칭 백중석(白重石) 이라고 하는 회중석(灰重石, Scheelite: CaWO4)등 두 가지가 있는데 상동광산에서 처음 발견한 종류는 흑중석이었다.
대한민국에 위치한 상동광산은 세계 최대의 텅스텐 광산 중 하나이다. 이 광산은 서울에서 남동쪽으로 187km 떨어져 있으며, 고속도로와 지역 도로를 이용해 약 3시간 정도 소요된다. 기온은 6월부터 8월까지의 습한 여름철엔 최고 약 30°C까지 상승하며, 겨울철은 비교적 건조한 10월부터 3월까지 지속되며, 12월부터 3월까지는 영하의 기온이 나타난다.
과거 한국중석광업㈜(Korea Tungsten Mining Co. Ltd., KTMC)이 운영했던 상동광산은 고품질의 텅스텐 정광을 대량 생산하던 주요 광산이었다. 텅스텐과 몰리브덴을 주 생산물로 삼았던 상동광산은 한국전쟁 이후 대한민국 경제 발전에 중요한 역할을 했다. 1947년, 상동에서 생산된 텅스텐 제품이 미국으로 수출되었을 때, 미국의 한 연구기관에서는 "한국의 텅스텐 품질은 뛰어나며, 이는 세계 텅스텐 시장의 글로벌 표준이다"라고 평가했다.

## 지질개요 및 광화작용

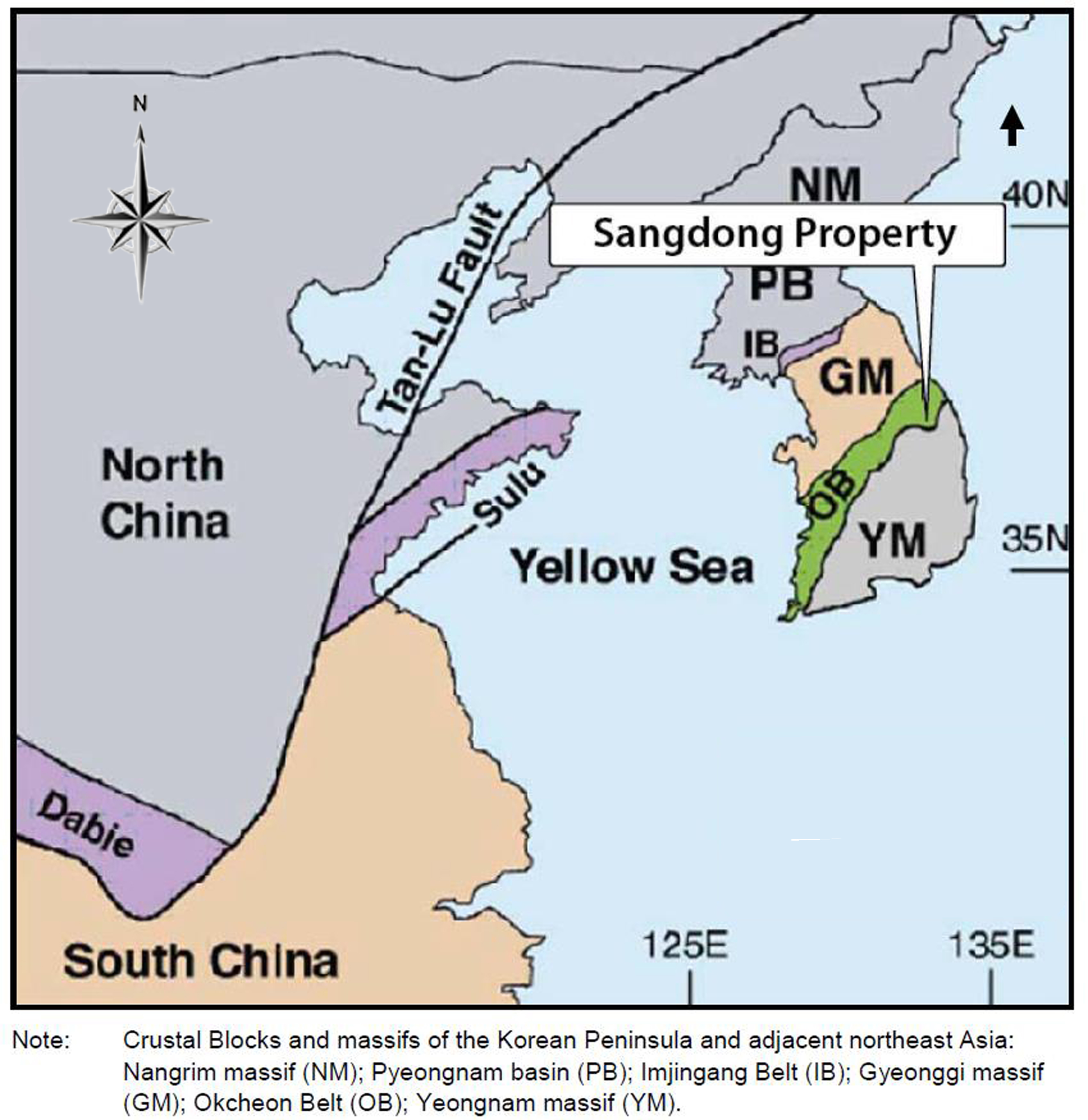
한반도의 광역지질도

### 광역지질
한반도는 북중국판의 동쪽 주변부에 위치하며, 시생대의 낭림-평남/경기/영남 육괴로 구분되고, 지나(북동-남서)방향으로 임진강벨트, 옥천벨트로 구분된다. 상동광산은 옥천벨트의 북동쪽에 위치한다. 상동의 지질은 고생대 캄브리아기-오르도비스기에 이르는 조선 누층군에 속하며 양덕통과 대석회암통으로 구분된다. 이후, 중생대 쥐라기와 백악기시대에 발생한 다양한 화성활동이으로 심부에는 흑운모 화강암이 존재하고 있음을 확인하였다.

### 지질개요
상동광산은 선캄브리아기의 변성퇴적암 율리층군 고선리층을 기저로 하고 그 위에 캄브리아기-오르도비스기 조선 누층군과 석탄기-페름기의 평안 누층군이 차례로 온다. 조선 누층군은 밑에서부터 장산 규암층, 묘봉층, 풍촌 석회암층(대기층), 세송층, 화절층, 동점 규암층, 두무골층, 막골층, 직운산층, 두위봉층으로 구성되며, 최하부의 장산 규암층은 선캄브리아기의 태백산편마암복합체와 고선리층을 부정합으로 덮는다. 하부의 변성 퇴적암에 의하여 기저를 이루고 있는 함백향사의 남익부에 해당하여 퇴적암 지층의 주향은 북서 70~80°또는 동-서 방향이며 경사는 북동 25~35° 또는 북서 20~25°(구래리 서부)이나 소규모 습곡과 단층에 의해 국부적으로 변하는 곳이 있다. 특히 묘봉층과 풍촌 석회암층 내에 소규모 습곡이 발달한다.
법궁리 단층(法弓理 斷層)은 상동 지구에서 구래 지구에 이르는 단층으로 주향은 북서 50~60°, 경사는 북동 60°이다. 이 단층은 조선 누층군 장산 규암층과 묘봉층을 절단하고 법궁리 지구에서 풍촌 석회암층을 절단한다.
상부의 본 광체(Main)에서는 층리면에 스러스트 단층이 발달하였고, 전단대의 방향은 북동-남서방향으로 묘봉층과 풍촌 석회암층의 상부로 습곡이 발달하였다. 묘봉층과 풍촌 석회암층 및 장산 규암층과의 접촉부 또는 세송층과 풍촌 석회암층과의 접촉부 가까이는 층리면에 거의 평행한 전단대가 발달한다. 이 전단대의 방향성에 따라 중석과 비스무트 등을 함유하는 광화대가 발달하였고, 이후 광화작용의 주향은 북동-남서방향과 수직방향으로 작용하였다. 수평이동은 갱내관찰을 통하여 최소 2 m에서 경우에 따라 10 m 이상으로 관찰되기도 하였다.

### 장산 규암층

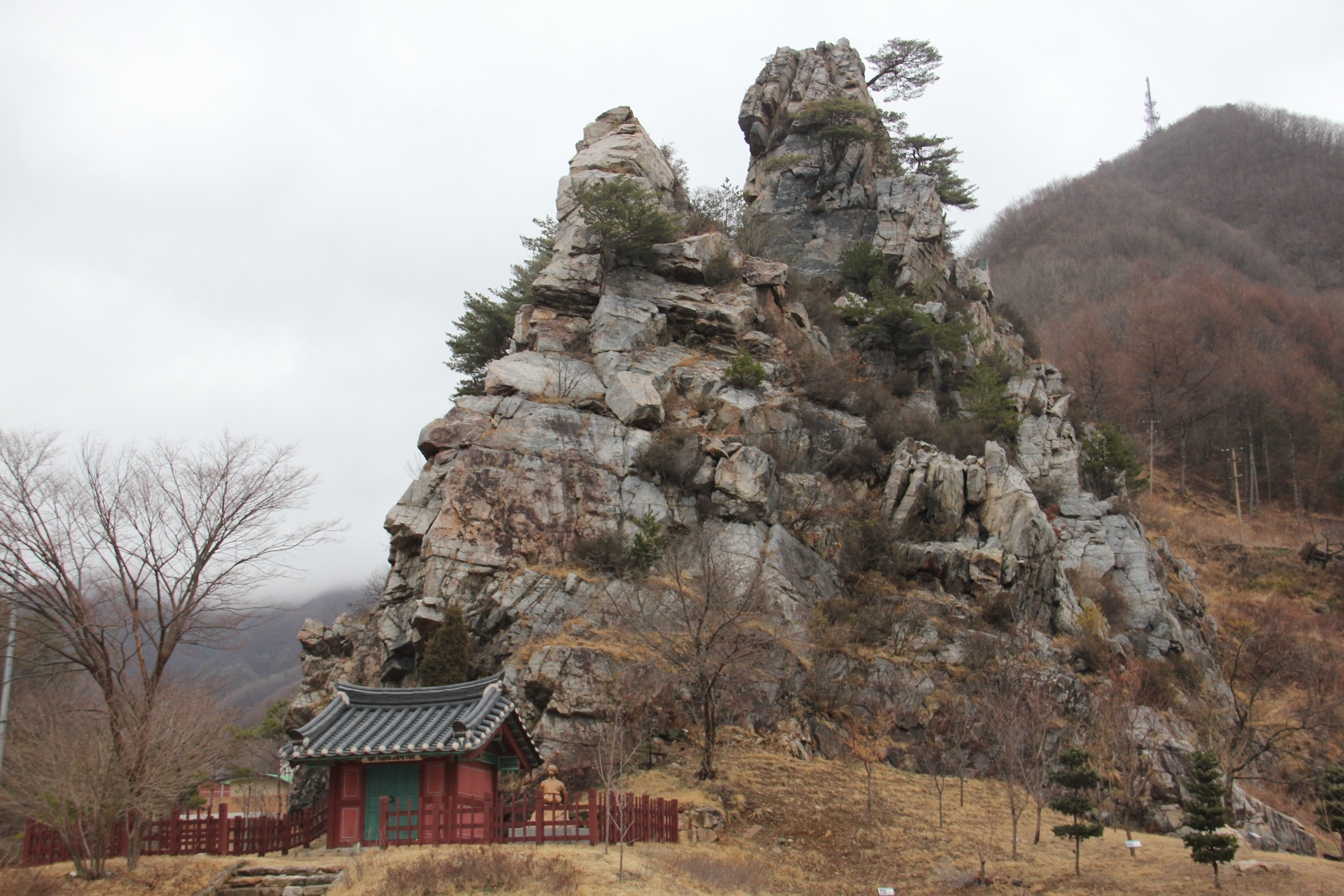
상동의 고두암(꼴두바위)은 조선 누층군 장산 규암층으로 구성된 바위이다.

장산 규암층은 조선 누층군의 최하부 지층이며 백색 내지 담갈색 또는 암회색 규암으로 구성된다. 선캄브리아기 율리층군 고선리층을 부정합으로 덮고 묘봉층에 의해 정합으로 덮인다. 대개 동-서 주향에 북(동)쪽으로 20~30°경사한다. 두께는 문곡 계곡에서 약 250 m이다.

### 묘봉층
묘봉층은 주로 초콜릿색, 회흑색, 회갈색의 점판암으로 구성되며 상하부에 1~2매의 두께 1~3 m, 연장 7~8 m의 렌즈상 석회암이 협재된다. 상동광산 지역에서 묘봉층의 두께는 145 m이다.

### 풍촌 석회암층
풍촌 석회암층은 석회암과 돌로마이트가 호층을 형성하며 곳에 따라 석회암 동굴이 발달한다. 묘봉층 위에 놓이는데 그 접촉면은 심한 전단대를 형성한다. 암상에 따라서 하부의 제1대(第一帶)와 상부의 제2대(第二帶)로 구분된다. 두께 200 m의 제1대는 회(백)색의 결정질 석회암과 암회색 내지 분홍색의 돌로마이트가 호층을 이루며 상동-문곡리 지구에서는 스카른대(Skarn Zone)가 발달한다. 이 구간은 과거 구리가 가행되었다고 한다. 두께 25 m의 제2대는 세송층에 의해 정합으로 덮인다.

### 세송층
세송층은 회백색 내지 암회색 셰일과 백색 또는 분홍색 석회암으로 구성되며 일부 처트와 점판암이 협재된 곳도 있다. 풍촌 석회암층과의 접촉부에 상당히 넓게 스카른대가 분포한다. 셰일은 곳에 따라 혼펠스화되었고 석회질층은 전반적으로 스카른화되었다.

### 화절층
회색 석회암과 셰일의 호층으로 구성되며 층리가 잘 발달하고 곳에 따라 심하게 스카른화 되어있다. 어평 지구에서는 화강섬록반암과의 접촉부에서 구리, 텅스텐, 몰리브데넘의 광화작용을 받았다.

### 동점 규암층
백색 내지 담갈색의 세립질규암으로 그 상위에 흑색 사질규암과 적철석층이 협재된다. 지층의 두께는 평균 25~30 m, 문곡 지구에서 최대 80 m이다.

### 상동 화강암
상동 화강암은 상동광산 광화작용의 원인이 된 화강암으로 상동광산 내 하1갱과 하5갱에서의 시추로 확인되었다. 상동 화강암의 백운모에 대한 칼륨-아르곤 연대 측정 결과는 85 Ma와 87.5±4.4 Ma으로 중생대 백악기에 해당한다. 상동 화강암 내 미량원소의 평균함량은 대한민국의 백악기 화강암류의 평균함량에 비해 텅스텐 33배 (8~120 ppm, 평균 29.57 ppm), 비스무트 24배 (~75 ppm), 몰리브데넘 3배 (~17 ppm), 금 1.4배 (~42 ppb, 평균 4 ppb), 은 12.2배 (~5.6 ppm, 평균 0.86 ppm), 우라늄 7배 (9.8~35 ppm, 평균 19.56 ppm), 토륨(22~75 ppm, 평균 34.71 ppm)이 2배 더 함유되어 있다. 중력탐사 결과 낮은 중력이상이 확인되어 광산 아래에 화강암체가 넓게 분포하는 것으로 추정된다. 또한 상동광산에서 서북서 방향으로 3 km 떨어진 곳의 하부에는 이보다 약간 더 큰 규모로 연속된 화강암체가 있는 것으로 추정되고, 광산에서 남동쪽 방향으로도 연장된 것이 관찰된다.

### 광화작용
상동광산의 광화작용을 야기한 관계 화성암은 광체로부터 700~900 m 하부에 위치하는 상동 화강암으로 밝혀졌으며, 일반적인 화강암체와 비교하여 텅스텐(<62 ppm)과 몰리브데넘(<20 ppm)이 부화(富化; 풍부하게 만듦)된 지화학적인 특징을 보인다. 광화 시기는 상동화강암에 대한 백운모 K-Ar 연대측정 결과 중생대 백악기인 87.5±4.4 Ma로 나타났으며 이 연대는 광체에 맥석광물로 존재하는 백운모에 대한 Ar-Ar 연대인 86.6-87.5 Ma와 일치한다. 상동광산의 주요 광석광물은 회중석, 철망간중석, 그리고 휘수연석이며, 부산물로 은, 금, 그리고 비스무트 광물이 산출되는데, 이들의 산출양상은 광석광물이 광염상으로 산출되는 괴상 스카른(massive skarn)과 이를 가로지르며 주로 맥상으로 산출되는 석영맥으로 구분된다.
상동광산의 광화대는 묘봉층 하부와 상부, 풍촌 석회암층 내, 세송층 하부 4개 구간에 발달한다. 이들은 대체로 모암의 층리면에 거의 평행한 전단대를 따라 발달하며 자류철광(磁硫鐵鑛), 자비철광(磁砒鐵鑛), 섬아연광, 방연광, 황철광, 황동광, 흑중석 등이 있다. 모암은 주로 규암, 묘봉층의 점판암, 풍촌 석회암층의 석회암, 세송층의 셰일 등이며 이들은 규화(珪化)되어 있다. 상동광산의 텅스텐광화대는 묘봉층 내의 몇 개의 판상으로 분포한다. 심부 화강암의 관입 당시, 묘봉층 내 수 개조의 석회암과 풍촌 석회암층의 경계부에 위치하는 석회암이 열수에 의하여 스카른형 광상을 형성한 것이라고 해석하고 있다.
상부로부터 하부로 이어지는 광체는 상반 광체(Hanging wall), 본 광체(Main) 그리고 하반 광체(Foot wall) 이라고 명명하였고, 주향은 동-서 방향이며, 경사는 15°~30°(최대)이며, 경사방향으로 그 연장은 1.3~1.5 km이다. 상반 광체(Hanging wall)는 묘봉층 상부를 덮고 있는 풍촌 석회암층과 함께 그 두께는 약 5~30m로 다양하고, 본 광체(Main)의 주향이 약 100°이고 경사는 북쪽으로 15~30°이다. 주향의 길이는 1.3 km이고, 두께는 5~6 m로 비교적 일정하다. 본 광체(Main)에서 광화작용은 중심으로부터 석영-흑운모대, 각섬석대, 투휘석-석류석대로 3가지로 구분이 가능하며, 이는 동심원상으로 누대 구조를 보인다. 하반 광체(Foot wall)은 여러 개의 층으로 구분할 수 있는데, 하반-1(Foot wall-1 ; 메인 하부) 그리고 F2(Foot wall-2) 와 F3(3Foot wall-3)는 본 광체(Main)의 약 35~40 m하부에 1m 내외의 두께로 존재한다. 본 광체(Main) 하부의 연대측정 결과, 후기 백악기(81.2~84.0Ma)의 상동화강암과 일치하고, 이는 상동광상의 광화작용에 많은 영향을 주었다는 것을 시사한다.
- 석영-흑운모대 ; 3% 이상의 WO3 (중심부)
- 각섬석대 ; 1~1.5% WO3
- 투휘석-석류석대 ; 0.3% 이하 WO3 (가장자리)

광화작용은 상반 광체(Hanging wall)의 중심부를 제외하고, 본 광체 및 하반 광체에 크게 관련되어 있다. 석영 맥을 중심으로, 중심부에서 가장 많은 석영-흑운모대가 존재하고 있으며 주변의 층과는 평행하지만, 광화작용(스카른화) 이후의 암석은 주변의 암석과 비교하여 그 성질이 변하여 동일한 형상을 띠지 않는다.
본광과 상반 광맥에는 비스무트 광물이 산출된다.
상동 광상은 회중석을 중심으로 철망간중석, 휘수연석, 휘창연석, 자연창연을 포함하고 있다. 또한, 몰리브데넘은 회중석과 함께 존재하며, 상동광산에서 생산되는 몰리브데넘의 약 30%는 회중석과 관련되어 있다. 금과 은은 휘창연석과 자연창연과 함께 부존 하게 되는데, 이는 비스무트 정광(concentrate)으로부터 회수한다. 그 외, 유비철석, 황철석, 황동석과 섬아연석을 많이 함유하고 있다. 본 광체(Main)를 중심으로 높은 온도에서 광화작용을 받아 회중석이 많이 존재한다. 상반 광체(Hanging wall)에서 회중석은 더욱 다양하게 존재하지만, 그 구역의 구분은 명확하지 않다. 몰리브데넘과 비스무트는 본 광체(Main)의 중심으로부터 텅스텐과 비슷하게 동심원상으로 나타난다. 이 구역은 북쪽으로 가파르게 기울어진 정단층과 역단층에 의하여 단절되었고, 이에 따라 광화된 광체의 이동이 50~100 m정도 이동하였다.
본 광체에서는 회중석, 휘수연석, 휘창연석, 흑중석이 주로 산출되며 (자)황철석, 황비철석, 자철석, 석석(錫石)도 산출되고 자연 금이 소량 수반된다. 금의 최대 함량은 본 광체의 석영-각섬석스카른에서 6490 ppb, 하반 광체의 휘석-각섬석스카른에서 3240 ppb, 상반 광체의 각섬석-휘석스카른에서 1300 ppb으로 주로 고철질암에 수반된다.
동부(Eastern) 광화대는 기존 상동광산 개발지역의 동쪽에 미개발된 지역으로 개발구역과 구분되며, 위치는 본 광체(Main)로부터 동쪽으로 약 1km가량 떨어진 곳에 위치하고 있다. 동부 광화대는 주로 휘석, 석류석이 주로 존재하며, 장석을 비롯하여 석영, 인회석, 각섬석 그리고 규회석이 많이 포함되어있다. 서부(Western) 광화대의 산출상태는 본 광체(Main)와 비슷하나, 광화작용이 대체적으로 미약한 것으로 확인되었으며, 스카른의 두께가 더 얇고 석영 맥의 빈도가 상대적으로 더 낮게 형성되어 있다.
이유성 외(2023)는 상동광산 석영맥 조직을 관찰하고, 괴상조직을 나타내는 상반맥의 석영맥은 맥상스카른 형성 단계에서 화강암의 수분 포화로 인한 유체 상승으로 수압파쇄작용들 중 유체가 단열로 폭발적으로 주입되어 침전되었고, 신장형 괴상조직을 나타내는 본맥과 하반맥의 석영맥은 상반맥의 석영맥 형성 이후 발생한 반복적 수압파쇄작용에 의해 형성된 것으로 추정하였다. 상동광산의 석영맥에서는 알루미늄(553 ppm 이하)이 가장 우세하고 리튬(45 ppm 이하)과 티타늄(50.2 ppm 이하)도 우세하다.

## 역사 및 연혁

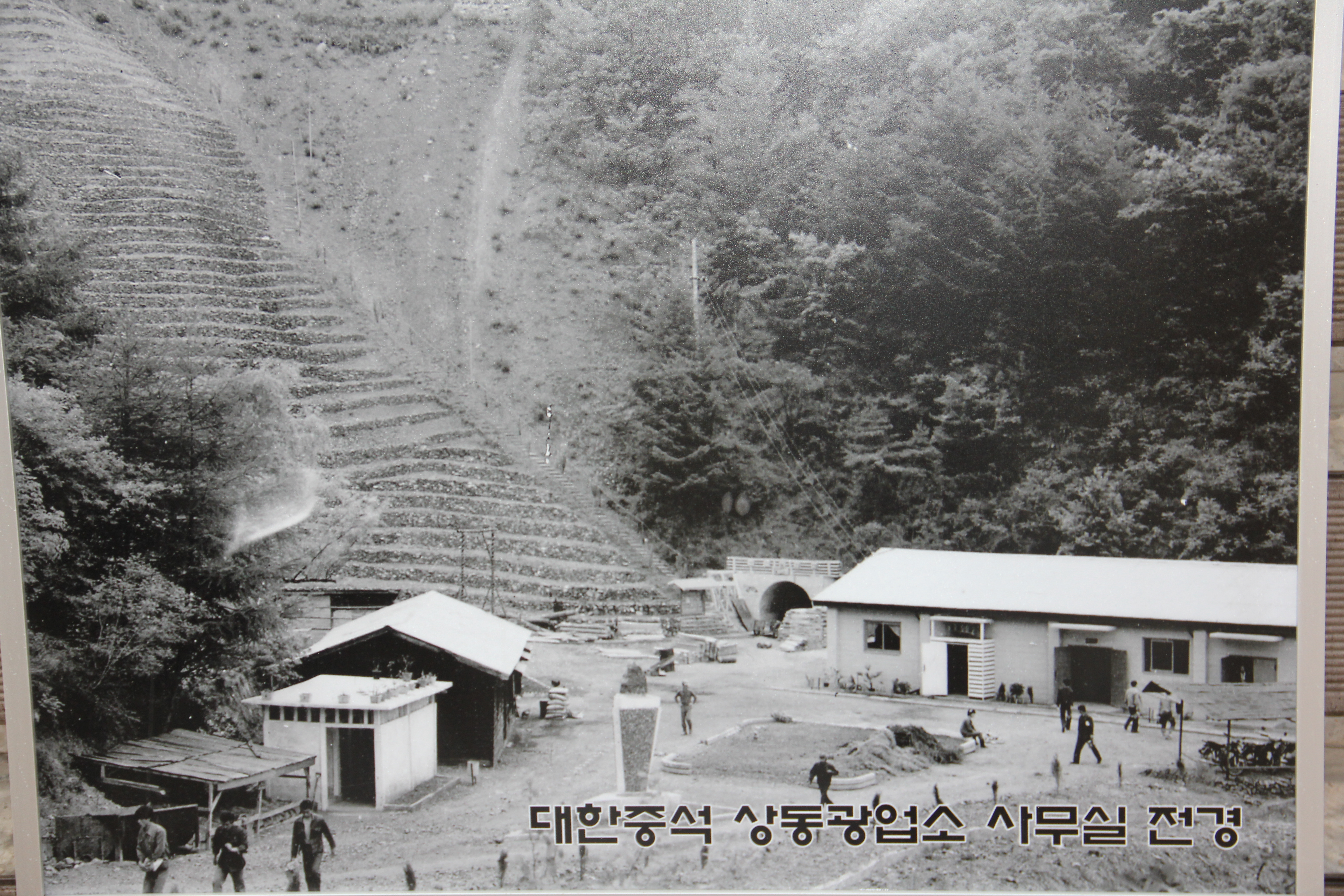
대한중석 시절의 상동광산 (태백갱, 684 m)

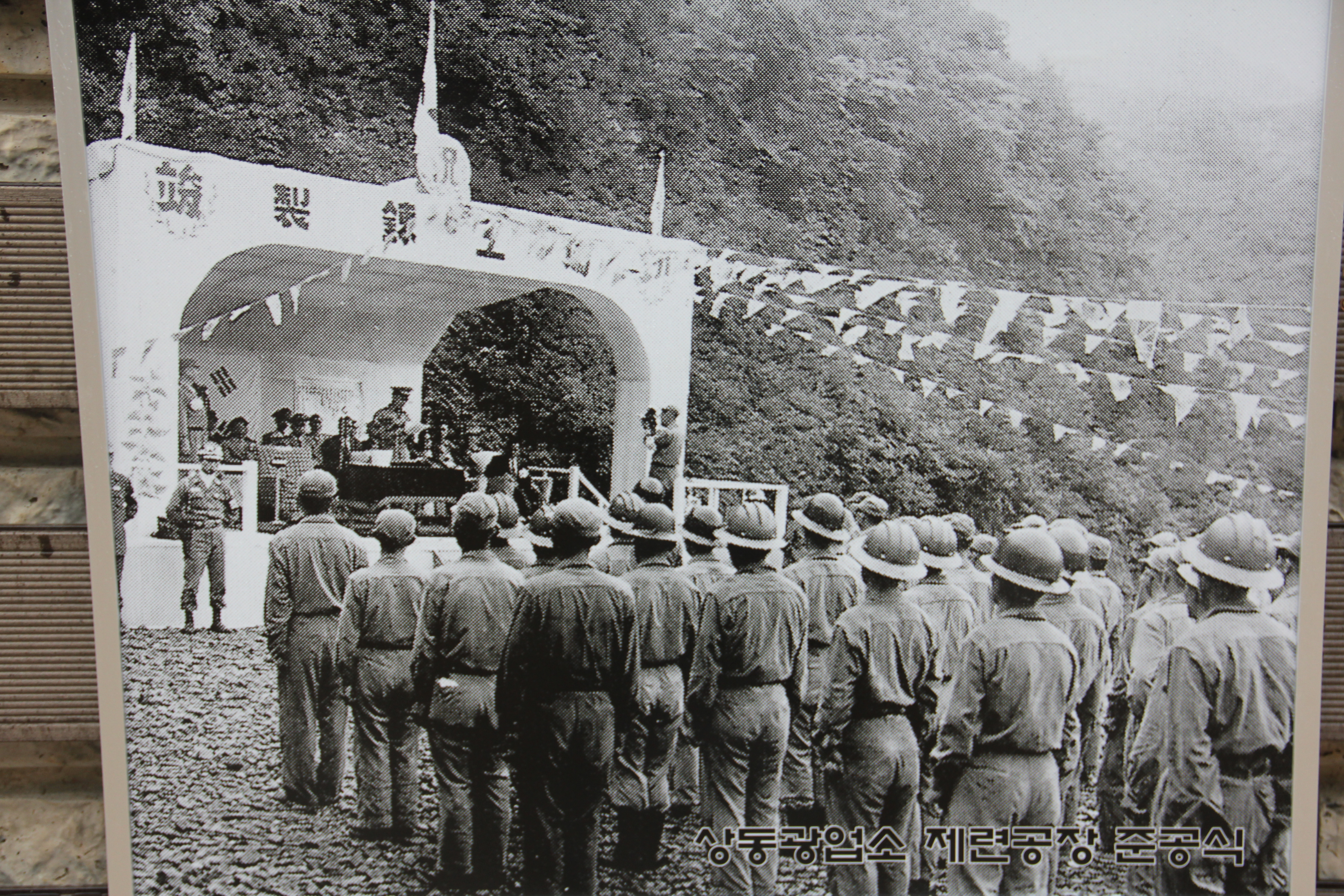
APT공장 준공식

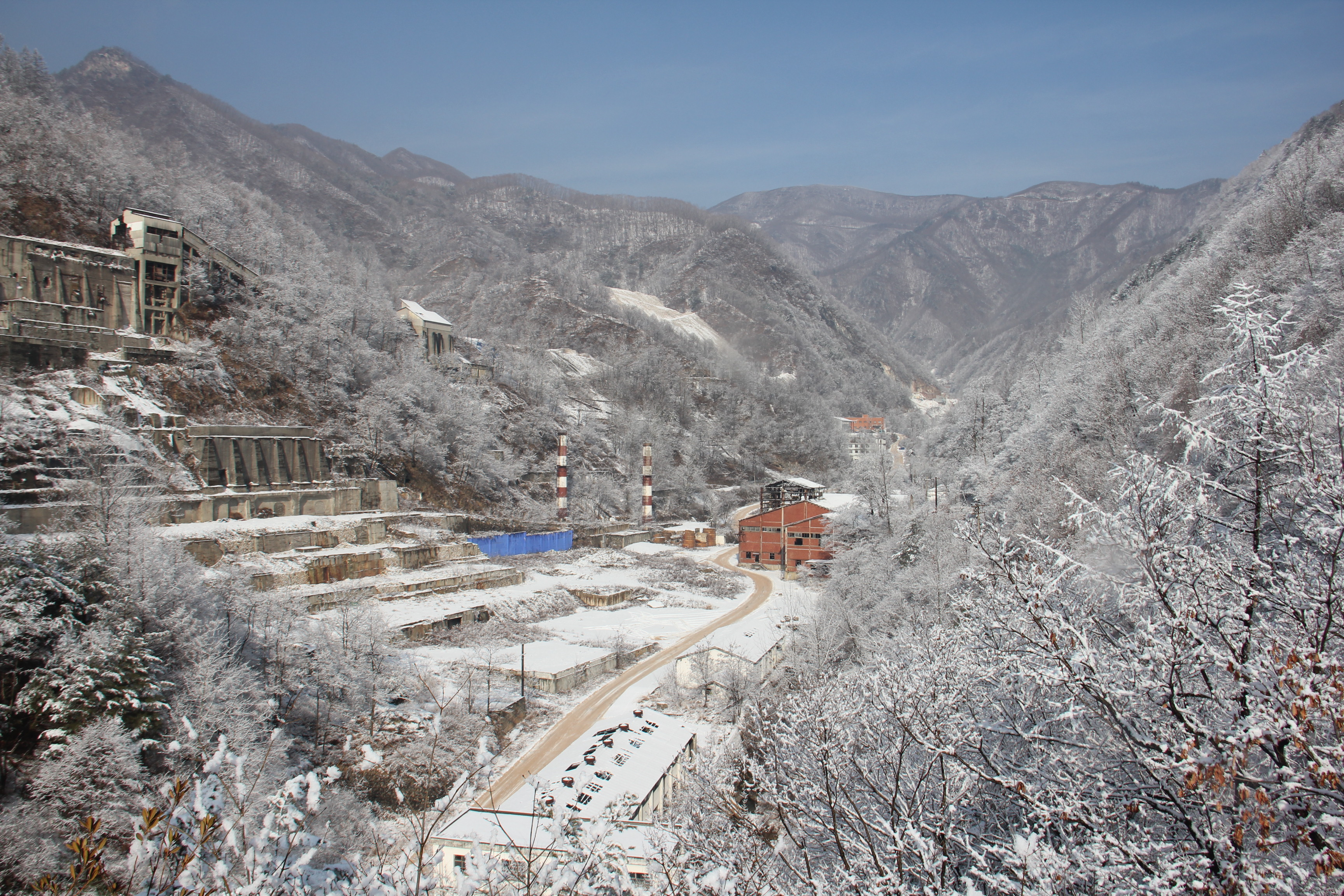
상동광산 전경

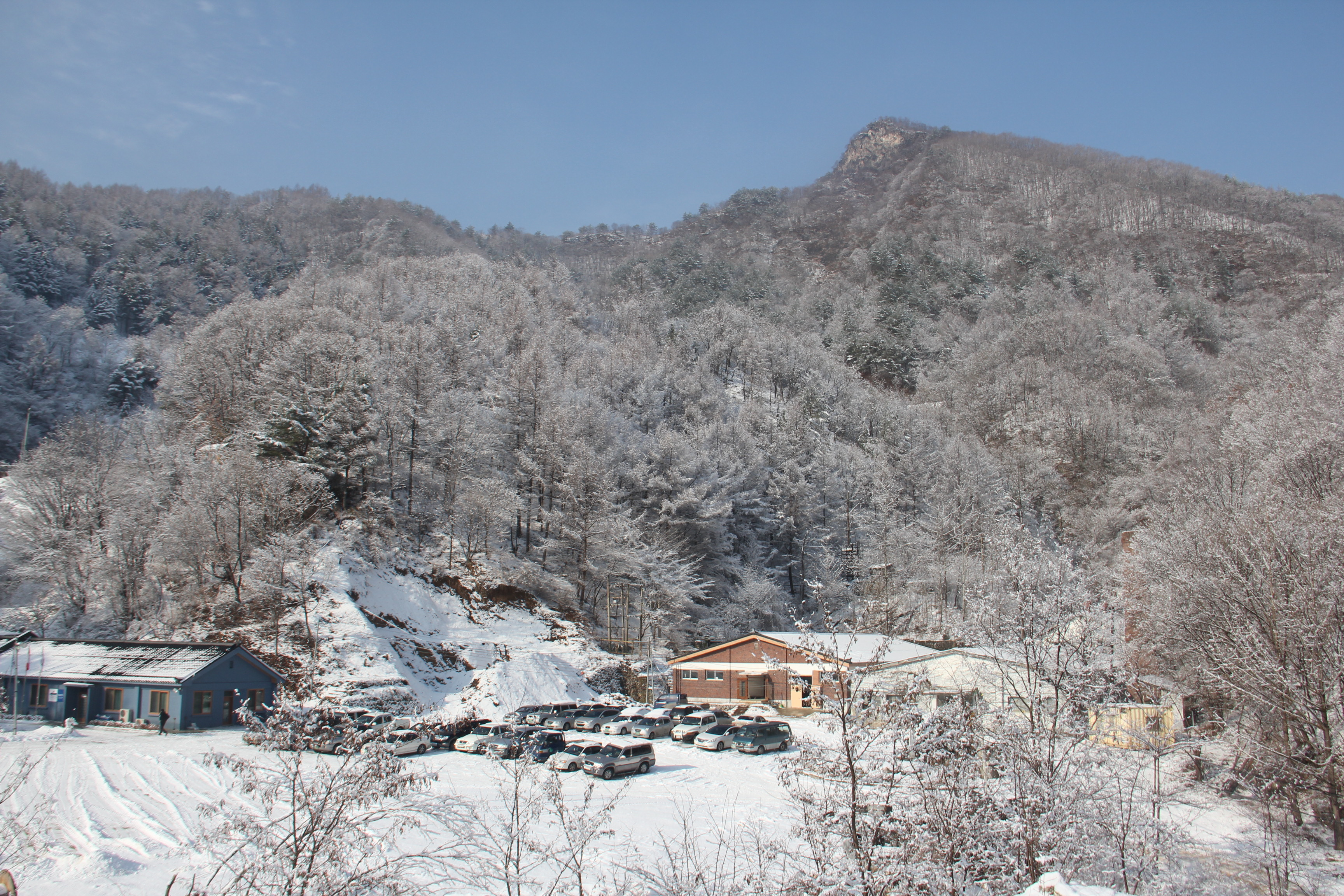
상동광산 현장사무실

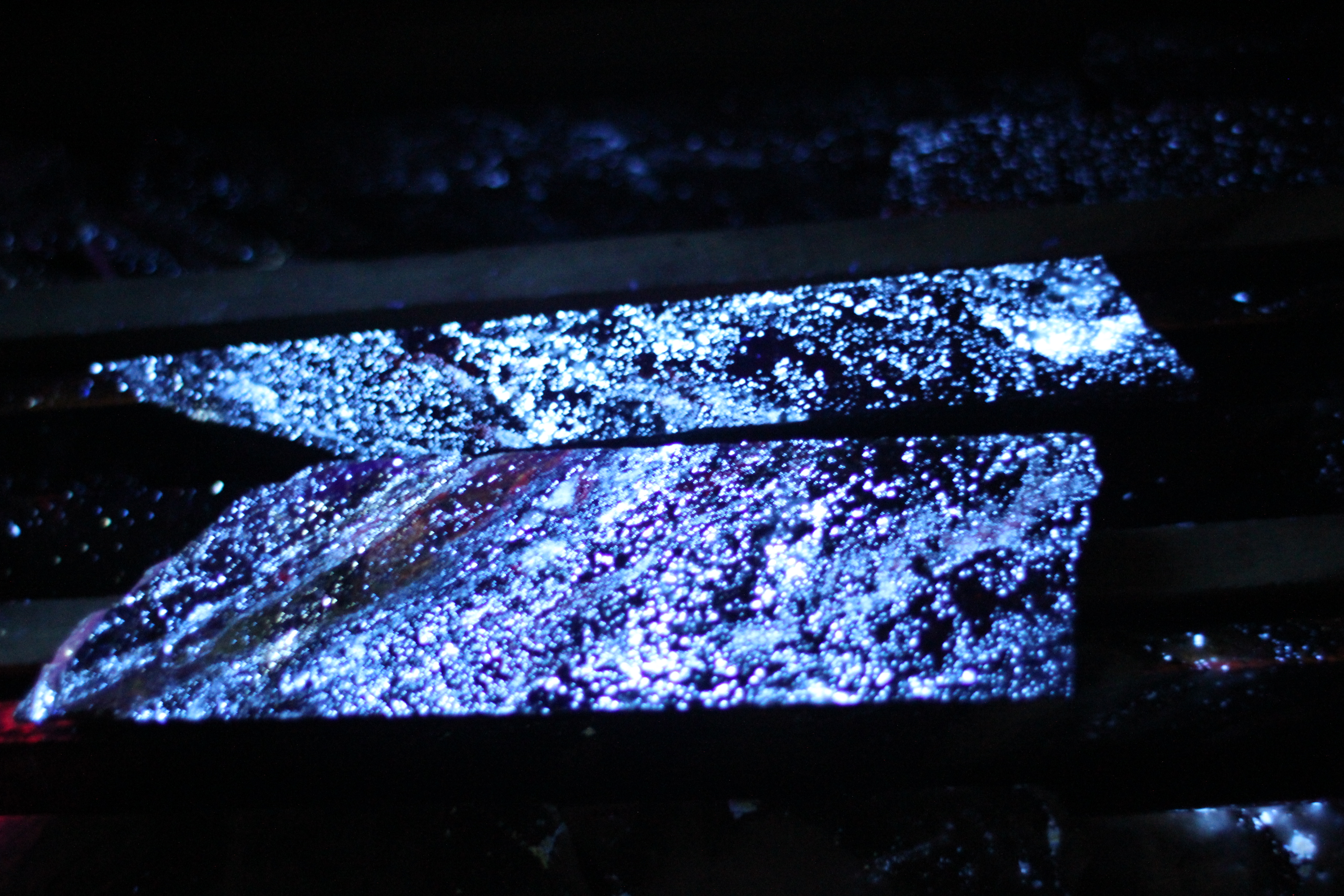
상동광산 시추코어

상동광산은 1916년 노두(露頭) 발견으로부터 몇 차례의 폐·개광을 거듭하며 중석생산이 이루어지다가, 1934년 일본인 고바야시 우네오(小林采男)의 소림광업주식회사(小林鑛業株式會社)에 의해 해방 직전까지 텅스텐 생산이 이루어졌다. 그리고 한국전쟁 이후 10여년간 상동광산의 중석수출은 대한민국 전체 수출규모의 50%이상을 담당하며, 전후 복구 및 눈부신 한국 경제발전의 전초석 역할을 담당하였다. 그러나 1980년대를 거치며 중국의 텅스텐 광산개발 및 공급으로 인한 채산성 하락으로 1994년 폐광되었다.
해방 이후 1952년 3월 한미중석협정(韓美重石協定)의 체결은 상동광산이 당시 국가경제에 큰 비중을 차지하게 되는 계기가 되었으며, 1954년 3월 한미중석협정의 중단(中斷)은 당시 상동광산의 텅스텐 자원을 근간으로 하던 대한중석이 초경 및 기타 제철분야로 발돋움하여 세계적인 기업으로 성장하는 전화위복(轉禍爲福)의 계기가 되었다.
1947년 상동광산의 텅스텐이 미국으로 수출되던 당시, 상동광산 텅스텐 정광을 분석한 미국 시험기관에서 "한국의 텅스텐 정광(Tungsten concentrates)의 품질은 세계시장의 표준"이라고 발표했을 만큼 상동광산 텅스텐 정광 품질의 우수성이 알려져 있다. 그러나 1980년대 중국의 시장개방과 더불어 중국이 텅스텐을 생산 수출하면서 채산성이 크게 악화되었고, 1994년 상동광산을 폐광하기에 이르렀다. 상동광산은 1947년부터 1992년까지 연간 6 Mt의 회중석 원광을 생산하였고, 1950년대 초에 우리나라 전체 수출량의 50% 이상을 기여하였으나, 1992년을 마지막으로 생산이 중단되었다.
1994년 대한중석의 광산 운영이 종료된 후, 2006년 세우광업(Sewoo Mining Corporation)을 통해 울프 마이닝(Woulfe Mining Corporation)이 상동광산의 채굴권을 인수하였다. 이후 2015년, 알몬티 인더스트리즈(Almonty Industries)가 울프 마이닝을 인수하면서, 알몬티 코리아 텅스텐(Almonty Korea Tungsten Corporation, 구 상동 마이닝)을 설립하였다. 현재 알몬티 코리아 텅스텐은 알몬티 인더스트리즈의 자회사로 운영되고 있다.
루이스 블랙(Lewis Black)이 이끄는 알몬티 인더스트리즈는 텅스텐 프로젝트를 중심으로 사업을 이어 왔으며, 현재 스페인과 포르투갈에서도 활발하게 광산을 운영하고 있다. 현재 상동광산이 30년 넘게 폐쇄된 상태에서 다시 개발되기까지의 모든 정보와 데이터를 포함한 여러 조사 및 분석 결과는 “타당성 조사 보고서(Feasibility Study)”와 “NI 43-101 기술 보고서(Technical Report)"에 체계적으로 정리되어 있다.
루이스 블랙은 알몬티 인더스트리즈가 상동광산을 ESG(환경, 사회, 거버넌스) 경영에 따라 재개발하는 데 강한 의지를 갖고 있다고 강조했다.
2020년 5월 7일 강원도와 영월군, ㈜알몬티대한중석 등 3개 기관은 강원도청에서 상동광산 재개발 관련 투자협약(MOU)을 체결했다.

### 1916~1994
| 1916년 | 4월  | 황순원, 중석노두 발견 (강원 영월군 상동읍 구래리 소재)                                                                 |
| 1930년 |      | Sublevel stopping 채광법적용. 목광차운반 (채수율 35%내외) 수직5~6m 간격으로 Sublevel Drift를 굴착하고 확장채굴(상동갱) |
| 1934년 | 2월  | 고바야시 우네오, 소림광업주식회사(小林鑛業株式會社) 설립                                                               |
| 1946년 | 10월 | 소림광업주식회사(小林鑛業株式會社)를 조선중석광업회사(朝鮮重石鑛業會社)로 상호변경                                     |
| 1947년 | 1월  | 한국의 중석품질은 세계시장의 표준물(標準物), 미분석소(美分析所) 성명                                                   |
| 1947년 | 2월  | 상동중석 최초 미국수출                                                                                                 |
| 1947년 | 4월  | 상동광산, 60%함량의 우수한 중석을 매월 100M/T 생산한다는 ‘러취’군정 장관의 성명발표                                    |
| 1949년 | 10월 | 조선중석광업회사(朝鮮鑛業株式會社)를 대한중석광업회사(大韓重石鑛業會社) 로 개칭                                        |
| 1952년 | 3월  | 한미중석협정체결(계약기간 1952.4 ~ 1954.3 공급계약량 15,000톤)                                                         |
| 1952년 | 9월  | 대한중석광업주식회사(大韓重石鑛業株式會社) 발족                                                                        |
| 1954년 | 3월  | 한미중석협정 기간만료 (중석국제시세 25달러로 하락)                                                                     |
| 1956년 | 6월  | 상동갱 第1斜坑 굴진개시                                                                                                |
| 1959년 | 5월  | 화학처리공장준공 (Dise Cake 처리능력 70톤/일, B중석 6톤/일 생산능력)                                                   |
| 1959년 | 6월  | 상동갱 하반갱도 굴착 / 태백갱 통기갱도 굴진                                                                            |
| 1960년 | 12월 | 상동, 칠랑리 용수배관공사 완료                                                                                         |
| 1961년 | 9월  | 상동, 금속·창연 제련공장 건설                                                                                          |
| 1962년 | 2월  | 상동, 선광수납장 준공                                                                                                  |
| 1963년 | 9월  | 하6갱 갱내침수방지용 펌프100HP설치 및 펌프실 굴착                                                                      |
| 1965년 | 2월  | 금속 비스무트 생산 |
| 1965년 | 8월  | 백운갱 운반갱도 설치                                                                                                   |
| 1965년 | 12월 | 태백갱도 추진 |
| 1966년 | 4월  | Sand Filling공사 실험 돌입 (4월~12월)                                                                                  |
| 1966년 | 5월  | 상동, 채광 Top Slicing법으로 전환가능확인 및 채택 (채수율 55~70%내외로 향상)                                           |
| 1967년 | 9월  | 수갱(竪坑) 굴하사업 착공                                                                                               |
| 1968년 | 10월 | 하11갱 굴진 착공 |
| 1969년 | 12월 | 하1갱 및 하10갱 재채굴 착공 / 하12갱 굴진                                                                              |
| 1970년 | 5월  | 하10갱 Cross굴착 |
| 1970년 | 8월  | 제2선광장 설치 (70톤/일 처리)                                                                                          |
| 1970년 | 9월  | 상동광산 집중폭우 (9.16~17) 수해(水害)                                                                                 |
| 1970년 | 12월 | 하2~3갱 재굴착 착공 / 하6,7,8,9,10갱 Chute설치                                                                         |
| 1971년 | 5월  | 상동갱 백운갱간 Chute설치                                                                                              |
| 1971년 | 12월 | 상동 통기사갱 굴진 |
| 1972년 | 10월 | 갱내 坑木(지주)을 콘크리트 坑木(지주)로 교체                                                                           |
| 1972년 | 10월 | APT 공장준공 (3톤/일 생산능력, 연간 약 1,223톤)                                                                        |
| 1973년 | 4월  | 상동, 第3斜坑 폐쇄 |
| 1973년 | 5월  | 상동, 제1폐재댐 공사착공                                                                                               |
| 1975년 | 8월  | 하16갱 Cross 개설 |
| 1978년 | 2월  | 하15갱 Cross 개설 |
| 1979년 | 7월  | 상동, 제1폐재댐 수해유실                                                                                               |
| 1979년 | 11월 | 장산갱 재채굴 |
| 1980년 | 4월  | 상동발파공정 ‘Large hole burn cut method’ 적용                                                                         |
| 1982년 | 8월  | 상동, 제2폐재댐 건설공사 완공                                                                                          |
| 1992년 | 2월  | 대한중석광업주식회사(大韓重石鑛業株式會社)를 대한중석주식회사(大韓重石 株式會社)로 사명변경                            |
| 1994년 | 2월  | 상동광산 폐광 |

## [13]

### 2006~2015
| 2001년 | 6월 | 상동광산 광업권 등록 (세우광업주식회사)                                                |
| 2007년 | 1월 | 오리엔트하드메탈즈홀딩즈코리아㈜로 상동광산 광업권 이전                                |
| 2010년 | 3월 | 오리엔트하드메탈즈홀딩즈코리아㈜를 상동마이닝주식회사로 사명변경                       |
| 2015년 | 9월 | Almonty Industries Inc.가 상동마이닝주식회사의 모회사인 Woulfe Mining Corp.을 인수합병 |

## 알몬티 인더스트리즈와 상동광산의 비전
2024년 10월에 열린 상동 비전 선포식(Sangdong Vision Declaration Ceremony)에서 루이스 블랙은 텅스텐이 반도체, 방위산업, 친환경 기술 등 다양한 산업에서 전략적으로 중요한 원자재임을 강조하며 다음과 같이 밝혔다.
"상동광산은 알몬티 글로벌 운영의 핵심일 뿐만 아니라, 지속 가능한 광업의 미래를 상징하는 곳이다. 최첨단 기술과 우리의 ESG 경영 원칙을 결합하여 광업 산업의 새로운 기준을 수립할 것이다."
세계 최대 규모의 텅스텐 매장량 중 하나인 상동광산은 완전 가동 시 전 세계 텅스텐 공급량의 최대 15%를 생산할 수 있을 것으로 전망된다. 또한, 상동광산의 텅스텐 품위는 전 세계 평균 품위인 0.18%의 두 배 이상을 선회하는 0.45~0.50%로, 강력한 경쟁력을 자랑하고 있다. 
알몬티 인더스트리즈는 중국과 러시아에 대한 글로벌 텅스텐 공급망 의존도를 낮추는 것을 목표로 삼고 있으며, 상동광산 개발이 이러한 글로벌 공급망 취약성을 해결하는 중요한 역할을 할 것으로 기대된다.

## 알몬티 인더스트리즈의 미션과 약속
알몬티 인더스트리즈는 텅스텐 전문 기업으로, 텅스텐은 방위산업, 반도체, 전기차 배터리 등 다양한 산업에서 필수적으로 사용되는 희귀 광물이다.
루이스 블랙은 텅스텐이 한정된 자원이며, 이를 효과적으로 가공하려면 전문 지식, 인내, 혁신이 필요하다고 강조해왔다.

## 성과 및 미래 목표
알몬티 인더스트리스는 루이스 블랙의 강한 리더십과[9] 광업 분야에서의 풍부한 경험을 바탕으로, 텅스텐 생산량 증대, 글로벌 산업과의 협력 강화, 그리고 지속 가능한 광업 운영 등의 목표를 달성하기 위해 지속적으로 노력하고 있다.

## 같이 보기
- 대한민국의 자원
- 삼척탄전 (삼척시의 지질, 태백시의 지질)
- 영월군의 지질
- 태백시의 지질
- 조선 누층군 풍촌 석회암층, 화절층
- 평안 누층군
- 한국의 지질
- 스카른